# Bowz Arigh
Bowz Arigh é uma cidade do Afeganistão, localizada na província de Balkh.